# Uptown Girls – Eine Zicke kommt selten allein
Uptown Girls – Eine Zicke kommt selten allein (Originaltitel: Uptown Girls) ist ein US-amerikanischer Spielfilm unter der Regie von Boaz Yakin. Er hatte am 19. Februar 2004 Deutschland-Premiere. Der Film spielte in den Kinos der USA ca. 36,9 Millionen US-Dollar ein.

## Handlung
Molly Gunn, Tochter der einstigen Rocklegende Tommy Gunn, hat ein sorgloses Leben seit ihre Eltern bei einem Flugzeugabsturz ums Leben gekommen sind. Kurz nach ihrem 22. Geburtstag erfährt sie jedoch, dass der Vermögensverwalter ihres Vaters ihr gesamtes Erbe durchgebracht hat und sie nun komplett mittellos dasteht. Aufgrund ihrer kindlich-naiven Vorstellung vom Leben nimmt sie ihre missliche Lage anfangs nicht besonders ernst. Ihren ersten Job in einer Nobelboutique, den sie nur ihrer Freundin Ingrid zu verdanken hat, vermasselt Molly bereits nach wenigen Tagen.
Auf einer Party lernt Molly den aufstrebenden Musiker Neal kennen und verliebt sich in ihn. Wie bei anderen Männern zuvor, wird sie seiner schnell überdrüssig. Doch als Neal sich von ihr trennt und ihr somit zuvorkommt, merkt sie, dass er ihr doch mehr bedeutet, als sie angenommen hat. Sie versucht, ihn zurückzugewinnen, wobei sie ihn jedoch nur noch weiter von sich weg stößt. Zudem wird Molly schließlich von der harten Realität wieder eingeholt, als ihre Hausverwaltung sie wegen unbezahlter Rechnungen aus ihrer Wohnung wirft. Sie kommt vorübergehend bei ihrer Freundin Ingrid unter und nimmt einen neuen Job als Kindermädchen bei der Musikproduzentin Roma Schleine an, um in Zukunft auf deren achtjährige Tochter Ray aufzupassen. Ray wird von ihrer Mutter vernachlässigt und hat in den letzten Jahren zahllose Kindermädchen vergrault. Rays Vater liegt im Koma und wird von einer privaten Krankenschwester zuhause gepflegt. Ray ist vorlaut, altklug, überkontrolliert und hat einen ausgewachsenen Hygiene-Spleen, mit dem sie ihre gesamte Umwelt nervt. Sie ist unfähig, ihre Gefühle auszudrücken, und erlaubt sich kaum ihrem Alter entsprechende Aktivitäten. Rays größte Leidenschaft ist das Ballett und Mikhail Baryshnikov ihr absolutes Vorbild, den sie oft zitiert. Molly versucht, Ray aus der Reserve zu locken, indem sie ihr zeigt, wie es ist, Spaß zu haben – weshalb die beiden eine Zeitlang ständig aneinandergeraten. Doch letztendlich stärkt es ihre Freundschaft, und beide können viel voneinander lernen. 
Indessen schließt Neal einen Plattenvertrag bei Schleine Records, Romas Firma, ab und vermisst Molly. Als sie sich treffen und Molly ihm seine Glücksjacke zurückgibt, die er einst bei ihr vergessen hat, ist er jedoch entsetzt: Molly hat sie zwischenzeitlich umgestaltet, nachdem sie Teile von ihr versehentlich verbrannt hat. Wütend darüber, will Neal nichts mehr mit Molly zu tun haben. Kurz darauf gerät Molly auch mit Ingrid in Streit und wird aus deren Wohnung geworfen, woraufhin sie bei Huey einzieht.
Nachdem Molly eine Ballettaufführung Rays verpasst hat, will sie es wiedergutmachen und fährt mit ihr in den Freizeitpark auf Coney Island. Molly erzählt Ray davon, wie sie nach dem Tod ihrer Eltern dorthin geflüchtet und mit dem dortigen Teetassenkarussell gefahren war, bis sie sich übergeben musste. Als die beiden jedoch dort ankommen, hat die Saison noch nicht angefangen und die Fahrgeschäfte sind geschlossen. Ray ist sichtlich enttäuscht, will es Molly jedoch nicht richtig zeigen. Später erklärt Molly Ray, dass es Komapatienten, statistisch gesehen, viel besser ginge, wenn ihre Angehörigen mit ihnen sprächen. Ray glaubt ihr und spricht mit ihrem im Koma liegenden Vater. Am nächsten Tag jedoch stirbt er, und Molly wird gefeuert, da Ray sie nicht mehr sehen möchte.
Abermals taucht Neal bei Molly auf. Er hat eingesehen, dass auch er Fehler in der Beziehung begangen hat und will wieder mit ihr zusammen sein, doch Molly lässt ihn abblitzen. Da sie ihren letzten Gehaltsscheck von Roma zerrissen hat, muss Molly die gesamte Gitarrensammlung ihres Vaters verkaufen. Sie erzielt dabei einen Erlös von 75.000 USD und kann sich nun eine eigene kleine Wohnung leisten. Kurz darauf erfährt Molly, dass Ray verschwunden ist. Sie findet das völlig verzweifelte Mädchen bei dem Teetassenkarussell auf Coney Island. Sie fahren damit, bis Ray sich übergeben muss, und versöhnen sich schließlich wieder, doch Molly möchte nicht mehr bei den Schleines arbeiten.
Auf der Gedenkfeier für Rays Vater, wo auch zahlreiche Prominente anwesend sind, wird Molly von den Musikern Dave Navarro und Mark McGrath, dem Sänger der Gruppe Sugar Ray angesprochen, die sie damit beauftragen, ihre Kleider zu entwerfen, nachdem sie die von ihr kreierte Jacke Neals in einem seiner Videos gesehen haben. Sie begreift, dass sie Talent für Modedesign besitzt, und bewirbt sich daraufhin an einer Modeschule.
Molly kreiert ein Tutu für Rays Jahresabschlussaufführung. Als sie dort auftaucht, ist sie überrascht, dass Ray Freestyle tanzt, obwohl sie dies früher immer verabscheute. Als musikalische Begleitung singt Neal den Song „Molly Smiles“, den Mollys Vater einst für sie geschrieben hat. Dabei spielt er eine von Tommy Gunns Gitarren, während die Ballerinen die anderen Gitarren aus Mollys versteigerter Sammlung als Requisite nutzen. Somit wird klar, dass die Schleines Mollys Gitarrensammlung bei der Auktion erworben haben.

## Kritiken
„Die Komödie variiert auf schlichte Weise das „König Drosselbart“-Motiv, ohne dabei Sympathien für die überzogen gezeichneten Figuren zu wecken. Das pathetische Happy End macht die letzten ernst zu nehmenden Ansätze zunichte.“